# 北海道足寄高等学校
北海道足寄高等学校（ほっかいどうあしょろこうとうがっこう、英: Hokkaido Ashoro High School）は、北海道足寄郡足寄町に所在する道立高等学校。

## 概要
1949年に本別高校西足寄分校として開校。1955年に現校名に改称、1958年に念願であった道立移管が行われた。地理的な要因から地元の足寄中学校・陸別中学校・本別中学校からの進学者が多数を占める。なお1学年の定員が80名であるが生徒数は減少傾向にあり、毎年50 - 60名の在学となっている。

## 沿革
- 1949年4月6日 - 北海道立本別高等学校西足寄分校として開校。
- 1949年7月31日 - 開校式を挙行。
- 1953年4月1日 - 西足寄町立北海道西足寄高等学校（第2種高等学校）として独立。
- 1954年4月1日 - 第1種高等学校に昇格。
- 1955年3月21日 - 北海道足寄高等学校と改称。
- 1955年4月 - 普通科開設。
- 1958年2月24日 - 校歌を制定。
- 1958年3月31日 - 道立に移管。
- 1999年9月5日 - 創立50周年記念式典を挙行。

## 校歌
- 作詞：風巻景次郎（国文学者）
- 作曲：筒井秀武

## 著名な出身者
- 椿原紀昭（元北海道栗山町長）
- 鈴木宗男（元衆議院議員、現参議院議員）
- 松山千春（シンガーソングライター）
- 三井浩二（元プロ野球選手）
- 尾西兼一（脚本家)
- 清水美穂（陸上競技選手）

## 著名な教職員・関係者
- 池田剛基（元プロ野球選手、同校硬式野球部監督）